# Взятие Хамы (1982)
Взятие Хамы (араб. مجزرة حماة‎), также резня в Хаме (араб. مجزرة حماة‎)  — события февраля 1982 года, когда сирийские правительственные войска при поддержке военизированных формирований «Оборонных бригад» подвергли бомбардировке, а затем взяли штурмом город Хама в ходе подавления исламистского восстания под руководством организации «Братья-мусульмане». 
Взятию Хамы предшествовал исламистский террор (например, массовое убийство курсантов в Алеппо), который усугубил ожесточение сторон. Ситуация в городе характеризовалась как антиправительственный мятеж, который сопровождался погромами правительственных учреждений и убийствами представителей власти. В самом городе было сосредоточено около 500 боевиков, однако они пользовались широкой поддержкой местного населения. В городе Хама на тот момент проживало около 350 тыс. жителей.  
Сама осада началась 2 февраля 1982 года. В операции участвовало около 12 тыс. солдат и офицеров. Город подвергся артиллерийским обстрелам, в том числе из реактивных систем залпового огня. После артподготовки войска вошли в город, жестко подавляя любые попытки сопротивления. 
Сильно пострадало историческое наследие города, были разрушены многие старые кварталы.
События в Хаме наряду с Чёрным сентябрём в Иордании на момент первых являлись одними из наиболее смертоносных действий какого-либо арабского правительства против собственного населения. Жертвами событий в Хаме стали от 2 до 40 тысяч человек, причем подавляющее большинство погибших были гражданскими.

## Жертвы
Взятие города привело к значительным потерям среди гражданского населения Хамы, поэтому эти события стали известны в западной прессе как «резня в Хаме» (Hama massacre).
По разным оценкам, от 2000 до 40 000 человек (в основном мирное население) были убиты в результате событий (в том числе около 1000 солдат правительственных войск). 
В соответствии с рассекреченными документами Разведывательного управления министерства обороны США (DIA) общее количество погибших может составлять 2000 человек. При этом 300—400 человек из них рассматриваются как члены секретного элитного аппарата организации «Братья мусульмане».

## Последствия
Исламистская угроза была ликвидирована на многие десятилетия. Следующая вспышка исламистского террора произошла в Сирии лишь спустя 30 лет. 